# ماکسیم–توکارف
ماکسیم-توکارف (انگلیسی: Maxim–Tokarev) یک مسلسل سبک ساخت اتحاد جماهیر شوروی بود که از سال ۱۹۲۵ تا ۱۹۲۷ تولید می‌شد. از این اسلحه در جنگ دوم چین و ژاپن، جنگ جهانی دوم و جنگ کره استفاده شد.